# Souris, Prince Edward Island
Souris är en ort i Kanada.   Den ligger i provinsen Prince Edward Island, i den östra delen av landet, 1 000 km öster om huvudstaden Ottawa. Souris ligger 8 meter över havet och antalet invånare är 1 284.
Terrängen runt Souris är platt. Havet är nära Souris åt sydost. Trakten är glest befolkad. Det finns inga andra samhällen i närheten. 
Omgivningarna runt Souris är en mosaik av jordbruksmark och naturlig växtlighet.